# Le Lorax (livre)

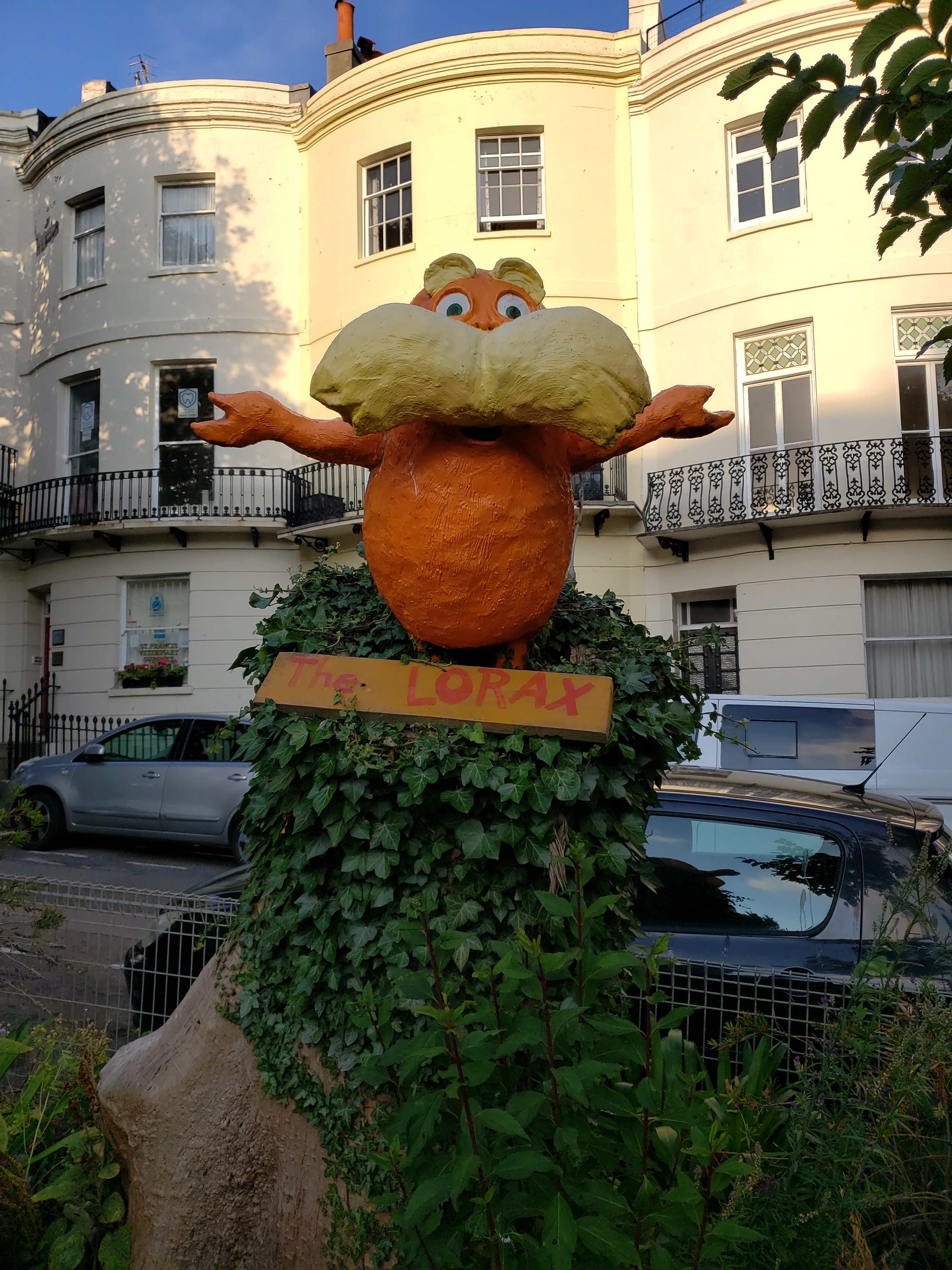
Le Lorax à Norfolk Square, Brighton

Ne doit pas être confondu avec son adaptation cinématographique de 2012 Le Lorax.
The Lorax est un livre pour enfants prônant l'écologie, écrit par Dr. Seuss et publié pour la première fois en 1971. La fable met en scène le Lorax, le porte-parole des arbres, confrontant le Once-ler, un entrepreneur détruisant la forêt par cupidité.

## Adaptations
L'œuvre a été adaptée dans le téléfilm d'animation Le Lorax en 1972 réalisé par Hawley Pratt. Le film n'a jamais eu de doublage français.
Il en a ensuite été tiré un second film d'animation, Le Lorax, produit par Illumination Entertainment et Universal Pictures et sorti en mars 2012 aux États-Unis.